# David Okwera
David Wena Okwera (Perth, 31 luglio 2002) è un cestista australiano.

## Carriera

### Nazionale
Nel 2021 ha disputato il Mondiale Under-19. Nel 2022 ha vinto, con la nazionale australiana, la medaglia d'oro ai Campionati asiatici.